# Samsŏk-kuyŏk
Samsŏk-kuyŏk (koreanska: 삼석구역) är en kommun i Nordkorea.   Den ligger i provinsen Pyongyang, i den sydvästra delen av landet, 15 km nordost om huvudstaden Pyongyang.